# Ellesmere Rangers FC
Ellesmere Rangers FC is een Engelse voetbalclub uit Ellesmere, Shropshire.
De club werd in 1969 opgericht en was een onopvallende club in de Shropshire County League tot in 2000 met de komst van trainer Geoff Graham. Hij hielp de club aan 4 opeenvolgende promoties, van de Shropshire County League First Division tot de Premier Division van de West Midlands League. Na de titel in de West Midlands League Division One werd het stadion grondig opgeknapt.